# 紀伊由良站
紀伊由良站（日语：／ Kii-Yura eki */?）是位於和歌山縣日高郡由良町大字里，屬於西日本旅客鐵道（JR西日本）的紀勢本線（紀國線）車站。本站為由良町的代表車站，但距離該町的中心地區約1公里。此站曾設有貨物支線，並從此站分支往由良內。通常普通和快速列車皆會停靠此站，1989年夏季部分特急列車則在此站停靠。

## 歷史
由良內站旁的港灣設有煤場，以供應鄰近各機關區的蒸氣機車的燃料。此外，在1953年紀勢本線部分路線未啟用時設有途經海上迂回路線，但是只限臨時運行。隨後煤場整合至櫻島站而廢止。

### 年表
- 1928年（昭和3年）10月28日 - 國鐵紀勢西線紀伊湯淺站（現時為湯淺站）至此站開業，此站啟用[1]。
- 1929年（昭和4年）4月21日 - 國鐵紀勢西線此站至御坊站之間開通[1]。[1]、同日往由良內的貨物支線也開通[2]。
- 1959年（昭和34年）7月15日 - 三木里站至新鹿站之間開通，同時路線改名為紀勢本線[1]。
- 1968年（昭和43年）6月1日 - 往由良內的貨物支線廢止。
- 1987年（昭和62年）4月1日 - 伴隨國鐵分割民營化，車站由西日本旅客鐵道（JR西日本）營運[1]。
- 2020年（令和2年）3月14日 - 車站可以使用「ICOCA」等交通系IC卡[3]。

## 車站構造
本站為地面車站，設有1面1線的單式月台和1面2線的島式月台，合共2面3線的混合式月台。站內設有大型側線群。站房位於單式月台（1號月台）側，並設有跨線橋連接島式月台（2、3號月台）。
此站由御坊站管理，並委托JR西日本MAINTEC進行車站業務，為業務委託車站。站房是一座古老建築物，設有POS終端和新型觸控面板式自動售票機。櫃臺營業時間為上午7時20分至下午7時40分，期間中午12時20分至下午1時暫時關閉。

### 月台
| 月台 | 路線   | 方向               | 備註                    |
| ---- | ------ | ------------------ | ----------------------- |
| 1    | 紀國線 | 和歌山、天王寺方向 | 待避列車使用2號月台     |
| 2・3 | 紀國線 | 御坊、新宮方向     | 2號月台只限待避列車使用 |

- 以上的路線名是使用旅客資訊上的名稱（愛稱）。
- 1號月台為下行本線，3號月台為上行本線。2號月台為上下行線共用的待避線（中線），以作為待避特急列車之用。截至2015年3月14日，兩方向設有定期列車在此站進行特急待避。

## 使用狀況
以下列出近年1日平均乘車人次。
| 年度   | 一日平均 乘車人次 |
| ------ | ----------------- |
| 1998年 | 601               |
| 1999年 | 564               |
| 2000年 | 552               |
| 2001年 | 521               |
| 2002年 | 493               |
| 2003年 | 487               |
| 2004年 | 466               |
| 2005年 | 456               |
| 2006年 | 438               |
| 2007年 | 415               |
| 2008年 | 395               |
| 2009年 | 375               |
| 2010年 | 379               |
| 2011年 | 369               |
| 2012年 | 364               |
| 2013年 | 383               |
| 2014年 | 371               |
| 2015年 | 362               |
| 2016年 | 357               |
| 2017年 | 347               |

## 車站周邊
- 國道42號
- 中紀巴士（日语：中紀バス）總部
- 興國寺（日语：興国寺 (和歌山県由良町)）
- 門前之大岩（日语：門前の大岩）
- 由良町政廳
- 由良町立由良中學
- 由良郵局
- 白崎郵局
- 白崎海洋公園（日语：白崎海洋公園）
- 由良海垂釣公園（日语：由良海つり公園）
- 三井造船由良維修部
- 海上自衛隊阪神基地隊（日语：阪神基地隊）由良基地分遺隊
- 舊日本海軍紀伊防備隊遺跡碑
- 紀伊防備隊鎮魂碑

## 相鄰車站
西日本旅客鐵道
 紀國線（紀勢本線）
■快速
御坊－紀伊由良－湯淺
■普通（包括在阪和線內的快速及紀州路快速列車）
紀伊內原－紀伊由良－廣川海灘

### 曾經存在的路線
日本國有鐵道
紀勢本線貨物支線
紀伊由良－由良內站

## 注腳
1. 1 2 3 4 5 6  曾根悟（監修）. 朝日新聞出版分冊百科編集部（編集） , 编. . 朝日百科週刊. 25號 紀勢本線、參宮線、名松線. 朝日新聞出版. 2010-01-10: 19–21.
2. 1 2 3   2 初版. JTB. 1998-10-01: 383.
3. ↑  ２０２０年春ダイヤ改正について （页面存档备份，存于） JR西日本和歌山分社 2019年12月13日發布，2020年3月7日參閱
4. ↑  紀伊由良駅｜駅情報：JRおでかけネット （页面存档备份，存于） - 西日本旅客鐵道，2014年10月15日參閲。
5. ↑  『和歌山縣統計年鑑』及『和歌山縣公共交通機關等資料集』

## 外部連結
- 紀伊由良｜車站資訊：JR出門網 - 西日本旅客鐵道